# Kintsugi
El kintsugi (金継ぎ?) (en chino‘reparación dorada’) o kintsukuroi (金繕い?) (en japonés: ‘reparación de oro’) es una técnica de origen japonés para arreglar fracturas de la cerámica con barniz de resina espolvoreado o mezclado con polvo de oro, plata o platino. Forma parte de una filosofía que plantea que las roturas y reparaciones forman parte de la historia de un objeto, y que deben mostrarse en lugar de ocultarse, incorporarse y además hacerlo para embellecer el objeto, poniendo de manifiesto su transformación e historia.
La historia del kintsugi (en japonés ‘carpintería de oro’) se remonta a finales del siglo XV, cuando el shōgun Ashikaga Yoshimasa, envió a China dos de sus tazones de té favoritos para ser reparados.
Los tazones volvieron reparados pero con unas feas grapas de metal, que los volvían toscos y desagradables a la vista. El resultado no fue de su agrado, así que buscó artesanos japoneses que hicieran una mejor reparación, dando así con una nueva forma de reparar cerámicas, convertida en arte.
La técnica y arte de dicha forma de encarar la reparación de los objetos fue tan apreciada que algunos llegaron al punto de ser acusados de romper cerámica para luego poder repararla con dicho método, sobre la base de que la complejidad de la reparación transforma estéticamente la pieza reparada, dándole así un nuevo valor. De esa manera, se da el caso de que antiguas piezas reparadas mediante este método sean más valoradas que piezas que nunca se rompieron.
Si bien el proceso está asociado con los artesanos japoneses, la técnica ha sido aplicada a piezas de cerámica de otros orígenes, entre ellos China, Vietnam y Corea.

## Técnica
La técnica consiste en unir las piezas mediante laca, proveniente de la resina del árbol de la laca rociada con polvo de oro, plata o platino. Para aplicar la laca, se usa un pincel de kebo o makizutsu. Al terminar el proceso, la pieza vuelve a la vida repleta de cicatrices brillantes.